# San Agustín del Guadalix
San Agustín del Guadalix é um município da Espanha na província e comunidade autónoma de Madrid, de área 3830 km² com população de 9522 habitantes (2007) e densidade populacional de 205,37 hab/km².

## Demografia
| Variação demográfica do município entre 1991 e 2004 | Variação demográfica do município entre 1991 e 2004 | Variação demográfica do município entre 1991 e 2004 | Variação demográfica do município entre 1991 e 2004 |
| --------------------------------------------------- | --------------------------------------------------- | --------------------------------------------------- | --------------------------------------------------- |
| 1991                                                | 1996                                                | 2001                                                | 2004                                                |
| 3160                                                | 4603                                                | 6521                                                | 7806                                                |